# Alikurt
Alikurt ist ein Dorf im Landkreis Bozkurt der türkischen Provinz Denizli.
Alikurt liegt etwa 38 Kilometer nordöstlich der Provinzhauptstadt Denizli und 23 Kilometer westlich von Bozkurt. Alikurt hatte laut der letzten Volkszählung 663 Einwohner (Stand Ende Dezember 2010).